# Oyakoらじお
『Oyakoらじお』（おやこらじお）は、2008年4月5日からラジオ沖縄で放送されているワイド番組である。

## 概要
親子で楽しめることをコンセプトにしたリスナー参加型の情報番組。リスナーから投稿された沖縄県内のイベント情報・川柳・朝ごはんの写真などを紹介するコーナー、子育て関連・保育士関連の情報コーナー、保育園に電話を繋いでインタビューするコーナー、絵本を紹介・朗読するコーナー、アニメソングのコーナーなど、多彩な企画コーナーを設けている。
番組タイトルの表記には揺れがあり、当初はラジオ沖縄公式サイトも実際のタイトルロゴと異なる「OYAKOラジオ」表記を用いていたが、2008年9月をもって「Oyakoらじお」表記に改められた。
2019年9月28日放送分をもって放送600回を達成した。

## 放送時間
いずれも日本標準時。
- 土曜 7:00 - 09:30 （2008年4月5日 - 2008年11月29日）
- 土曜 7:15 - 09:30 （2008年12月6日 - 2009年3月28日）
- 土曜 7:15 - 09:50 （2009年4月4日 - 2010年4月24日）
- 土曜 7:30 - 09:50 （2010年5月1日 - 2011年4月30日）
- 土曜 7:15 - 09:50 （2011年5月7日 - 2012年3月31日）
- 土曜 7:30 - 11:00 （2012年4月7日 - 2012年9月22日）
- 土曜 7:30 - 10:45 （2012年9月29日 - 2012年12月29日）
- 土曜 7:30 - 11:00 （2013年1月5日 - 2014年3月29日）
- 土曜 7:30 - 10:45 （2014年4月5日 - 2015年3月28日）
- 土曜 7:50 - 10:45 （2015年4月4日 - 2016年3月26日）
- 土曜 7:30 - 10:45 （2016年4月2日 - 2019年9月28日）
- 土曜 8:00 - 10:40 （2019年10月5日 - ）

## 出演者

### パーソナリティ
現在のパーソナリティ
- 前仲美由紀
- じゅぴのり（プロパン7）
- 渡久地明奈 - 「アキナのシマ自慢、イエ自慢」のコーナー担当。沖縄県内にある離島関連の情報を紹介する。

過去のパーソナリティ
- あったゆういち[2]
- ベンビー

### コメンテーター
- 新城和博（有限会社ボーダーインク編集長）
- 島袋十史樹（プラス式コーチング講師）
- 高良明子（5児の母）
- 金子耕弐（ラジオパーソナリティ）
- 譜久里武（アスリート工房）